# مهزلة شعبية قصيرة

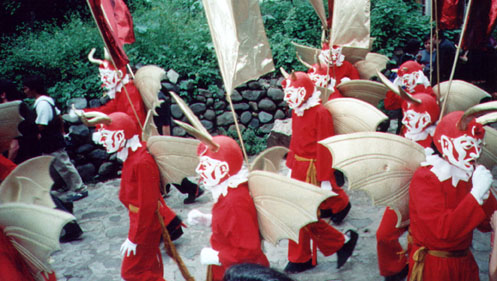

المهزلة الشعبية القصيرة أو الحقلة التنكرية الشعبية (بالإسبانية: Mojiganga)‏ هي مصطلح درامي يشير إلى نوع من العروض التي انتقلت من الشارع إلى خشبة المسرح بوصفها قطعة مسرحية قصيرة. وهو نوع من الرقص الدرامي الساخر على أنغام خاصة. كان يعرض بين الفصلين الثاني والثالث للمسرحية، وظل حتى نهايات الخمسينيات من القرن السابع عشر. وبالتقريب منذ عقد السبعينيات أخذ شكل رقصة نهائية أو أخيرة في المسرحية الدينية كنوع مختص بالبلاط الملكي أخذ في التطور جنبًا إلى جنب مع الدراما الغنائية والأوبريت، على الرغم من أن أصوله كانت ترجع إلى الميادين العامة.